# مايكل أيبشير
مايكل أيبشير (6 يناير 1997 بسويسرا - ) هو لاعب كرة قدم سويسري في مركز الوسط. لعب مع نادي يانغ بويز.

## روابط خارجية
- مايكل أيبشير على موقع الاتحاد الأوربي (الإنجليزية)
- مايكل أيبشير على موقع قاعدة بيانات كرة القدم.إي يو (الإنجليزية)
- مايكل أيبشير على موقع ناشيونال فوتبول تيمز (الإنجليزية)
- مايكل أيبشير على موقع Soccerway.com (الإنجليزية)
- مايكل أيبشير على موقع عالم كرة القدم.نت (الإنجليزية)
- مايكل أيبشير على موقع AS.com (الإسبانية)